# Liste der Listen von Verlagen
Diese Liste enthält Listen von Verlagen.

## Sprachen und Regionen
Deutschsprachige Verlage
- Liste deutschsprachiger Verlage
- Liste der DDR-Verlage
- Liste Berliner Verlage
- Liste sächsischer Verlage

Weitere Verlage
- Liste von Verlagen in Beirut
- Liste von Verlagen in Syrien
- Liste tibetischsprachiger Verlage in der Volksrepublik China

## Themen
- Liste der Bibelgesellschaften auf dem Gebiet der Nordkirche
- Liste christlicher Verlage
- Liste deutschsprachiger Esoterik-Verlage
- Liste deutschsprachiger Hörbuchverlage
- Liste jüdischer Verlage
- Liste katholischer Verlage
- Liste von Opernverlagen
- Liste von Theaterverlagen im deutschen Sprachraum